# Eamon Martin
Eamon Columba Martin (Derry, 30 ottobre 1961) è un arcivescovo cattolico britannico, dall'8 settembre 2014 116º arcivescovo metropolita di Armagh e primate di tutta l'Irlanda.

## Biografia
Eamon Martin è nato il 30 ottobre 1961 a Derry, nella contea di Londonderry. È figlio di Catherine Crossan e del defunto John James Martin, entrambi nativi di Donegal, in Irlanda, come lo erano anche i suoi nonni. Ha sei sorelle e cinque fratelli. È cresciuto nel quartiere di Pennyburn.

### Formazione e ministero sacerdotale
Dopo aver frequentato la scuola primaria di Saint Patrick nel suo quartiere, ha studiato presso il collegio di San Colombano, dove ha coltivato un grande interesse per il canto e nello strumento del trombone. Ha continuato poi gli studi nel collegio di San Patrizio a Maynooth, dove si è laureato in scienze matematiche e in teologia. Lì è stato anche membro del coro del seminario, e l'ultimo anno ne è diventato direttore.
È stato ordinato presbitero il 28 giugno 1987 da Edward Daly, vescovo di Derry.
Dopo l'ordinazione ha ricoperto l'incarico di vicario nella cattedrale di Sant'Eugenio della diocesi di Derry, mantenendo l'incarico fino al 1989. Ha deciso di praticare degli studi post laurea presso la Queen's University Belfast dal 1989 al 1990, per ottenere un certificato di specializzazione nella formazione che gli permettesse di insegnare, così ha cominciato a lavorare come insegnante di matematica e religione presso il collegio di San Colombano a Derry, incarico svolto dal 1990 al 1998. Ha continuato a studiare al St Edmund's College dal 1998 al 1999, dove ha conseguito un Master universitario in filosofia nello sviluppo della scuola.
Dal 1999 al 2008 è stato presidente del collegio di San Colombano, fino alla nomina a segretario generale della Conferenza dei vescovi cattolici irlandesi, incarico mantenuto fino al 2010. Dal 2010 al 2011 è stato vicario generale della diocesi di Derry. Il 18 novembre 2010 è stato nominato cappellano di Sua Santità da papa Benedetto XVI. Il 23 novembre 2011, dopo le dimissioni del vescovo Séamus Hegarty, fino alla nomina episcopale è stato amministratore diocesano della diocesi di Derry.

### Ministero episcopale
Il 18 gennaio 2013 papa Benedetto XVI lo ha nominato arcivescovo coadiutore di Armagh; ha ricevuto l'ordinazione episcopale il 21 aprile successivo dal cardinale Seán Baptist Brady, coconsacranti l'arcivescovo Charles John Brown e il vescovo Gerard Clifford. Ha espresso così il suo stupore riguardo alla nomina: "Sono ben consapevole della grande fiducia che il Santo Padre ha riposto in me, ma in verità devo ammettere che è stato con notevole nervosismo e trepidazione che ho accettato la sua chiamata". Il vescovo emerito di Derry, Edward Daly ha dichiarato: "Lui non porta alcun bagaglio del passato con lui", riferendosi alla sua contrarietà agli abusi sessuali.
L'8 settembre 2014, con la rinuncia del cardinale Seán Baptist Brady accolta da papa Francesco, è diventato arcivescovo metropolita di Armagh e primate di tutta l'Irlanda.
Il 15 aprile 2019 è nominato amministratore apostolico di Dromore; succede a Philip Boyce.
È anche direttore del Consiglio nazionale per la tutela dei bambini nella Chiesa cattolica, l'organismo istituito a seguito della diffusa di scandali di abusi del clero nella Chiesa in Irlanda. Esprimendosi a proposito degli scandali di abusi sessuali degli ultimi due decenni, ha commentato: "Una delle più grandi sfide che la nostra Chiesa affronta è quella di riconoscere, vivere con, e imparare dal passato, tra cui il terribile trauma causato dagli abusi sessuali". Egli ha affermato in una conferenza stampa ad Armagh, che la Chiesa "non potrà mai dare per scontato che i sistemi di protezione che abbiamo in atto siano robusti e infallibili, quindi dobbiamo continuare a lavorare su questo".
Alla luce del dibattito sull'aborto, nel maggio 2013 ha dichiarato in un'intervista che ogni legislatore che chiaramente e pubblicamente appoggia l'aborto non dovrebbe cercare di ricevere la comunione.

## Genealogia episcopale e successione apostolica
La genealogia episcopale è:
- Cardinale Scipione Rebiba
- Cardinale Giulio Antonio Santori
- Cardinale Girolamo Bernerio, O.P.
- Arcivescovo Galeazzo Sanvitale
- Cardinale Ludovico Ludovisi
- Cardinale Luigi Caetani
- Cardinale Ulderico Carpegna
- Cardinale Paluzzo Paluzzi Altieri degli Albertoni
- Papa Benedetto XIII
- Papa Benedetto XIV
- Papa Clemente XIII
- Cardinale Giovanni Carlo Boschi
- Cardinale Bartolomeo Pacca
- Papa Gregorio XVI
- Cardinale Castruccio Castracane degli Antelminelli
- Cardinale Paul Cullen
- Arcivescovo Joseph Dixon
- Arcivescovo Daniel McGettigan
- Cardinale Michael Logue
- Cardinale Joseph MacRory
- Cardinale John Francis D'Alton
- Cardinale William John Conway
- Cardinale Cahal Brendan Daly
- Cardinale Seán Baptist Brady
- Arcivescovo Eamon Martin

La successione apostolica è:
- Vescovo Alan McGuckian, S.I. (2017)
- Vescovo Thomas Deenihan (2018)
- Vescovo Lawrence Duffy (2019)
- Vescovo Michael Router (2019)
- Vescovo Martin Hayes (2020)
- Vescovo Paul Connell (2023)